# Dis Is Da Drum
Da Is Da Drum från 1994 är ett musikalbum av pianisten Herbie Hancock. Med låtar som Bo Ba Be Da och Dis Is Da Drum rör sig Hancock här sig mot acid jazz.

## Låtlista
1. Call It '95 (Will Griffin/Herbie Hancock/ Darrell Robertson/Darrell Smith/Bill Summers) – 4:39
2. Dis Is da Drum (Will Griffin/Herbie Hancock/Mars Lasar/Darrell Robertson/Bill Summers) – 4:49
3. Shooz (Will Griffin/Airto Moreira/Bill Summers) – 1:17
4. Melody (On the Deuce by 44) (Chill Factor/Darrell Robertson/Darrell Smith) – 4:05
5. Mojuba (Will Griffin/Herbie Hancock/Mars Lasar/Darrell Robertson/Bill Summers) – 4:59
6. Butterfly (Herbie Hancock/Bennie Maupin) – 6:08
7. Juju (Lazaro Galarraga/Will Griffin/Mars Lasar/Bill Summers) – 5:03
8. Hump (Bennie Maupin/Wallace Roney/Jay Shanklin) – 4:43
9. Come and See Me (Herbie Hancock/Darrell Smith/Wah Wah Watson) – 4:32
10. Rubber Soul (Will Griffin/Herbie Hancock/Darrell Robertson/Darrell Smith/Bill Summers) – 6:40
11. Bo Ba Be Da (Herbie Hancock/Wah Wah Watson) – 8:04

## Medverkande
- Herbie Hancock – synthesizer, piano, elpiano, clavinet, Moog synthesizer
- Francis Awe – sång
- Lazaro Galarraga – sång
- Bennie Maupin – tenorsaxofon
- Wallace Roney – trumpet
- Mars Lasar – synthesizer, keyboards
- Darrell Smith – keyboards, elpiano
- Darrell Robertson – gitarr
- Wah Wah Watson – gitarr
- Frank Thibeaux – elbas
- Guy Eckstine – trummor
- William Kennedy – trummor
- Ken Strong – trummor
- Airto Moreira – slagverk
- Bill Summers – slagverk
- Marina *Skip Bunny – djembe
- Bambino, Huey Jackson, Hollis Payseur, Angel Rogers, Yvette Summers, Louis Verdeaux – kör

## Listplaceringar
| Lista (1995) | Topplacering |
| ------------ | ------------ |
| Schweiz      | 38           |
| Sverige      | 40           |